# 風間麗子
風間 麗子（かざま れいこ、1971年2月22日 - ）は、日本の元AV女優。
東京都出身。身長：155cm。スリーサイズ：B84・W59・H89。血液型：A型。
趣味：ショッピング、インテリア

## 活動
1991年にデビューしている。スレンダー系の美女として活躍した。

## 作品

### アダルトビデオ
- 誕生（デビュー）第二楽章
- ひと夏の狂乱
- 淫乱聖女
- ホールどアップ
- 桃尻吐息
- 人格崩壊

以上VIPの作品
- 本能のゆらめき
- 愛しさは止まず
- 危険なアルバイト レイコとマナブ

以上クリスタル映像の作品
- 終わりなき悪夢（マリア）